# سارة أندرسون
سارة أندرسون (بالإنجليزية: Sarah Anderson)‏ هي لاعبة كرلنغ أمريكية، ولدت في 25 فبراير 1995 في فيلادلفيا في الولايات المتحدة.

## وصلات خارجية
- سارة أندرسون على موقع الاتحاد الدولي للكرلنغ (الإنجليزية)
- سارة أندرسون على موقع اللجنة الأولمبية الدولية (الإنجليزية)
- سارة أندرسون على موقع أوليمبيديا (الإنجليزية)
- سارة أندرسون على موقع اللجنة الأولمبية والبارالمبية الأمريكية (الإنجليزية)